# VÚKV

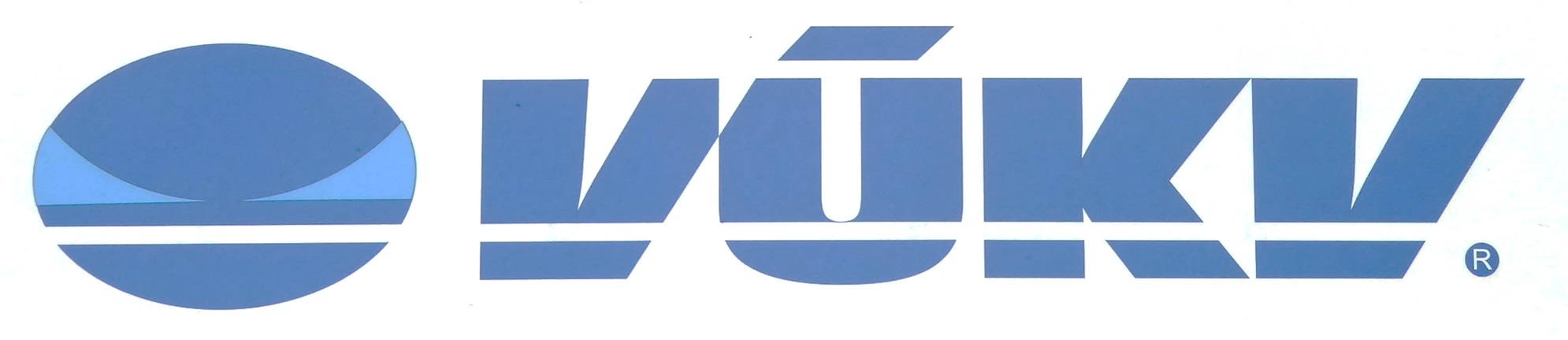
Logo VÚKV

VÚKV a.s (früher: Výzkumný ústav kolejových vozidel, deutsch: Forschungsinstitut für Schienenfahrzeuge) ist eine Ingenieurgesellschaft zur Forschung und Entwicklung an  Schienenfahrzeugen mit Sitz in Prag, Tschechien.

## Geschichte

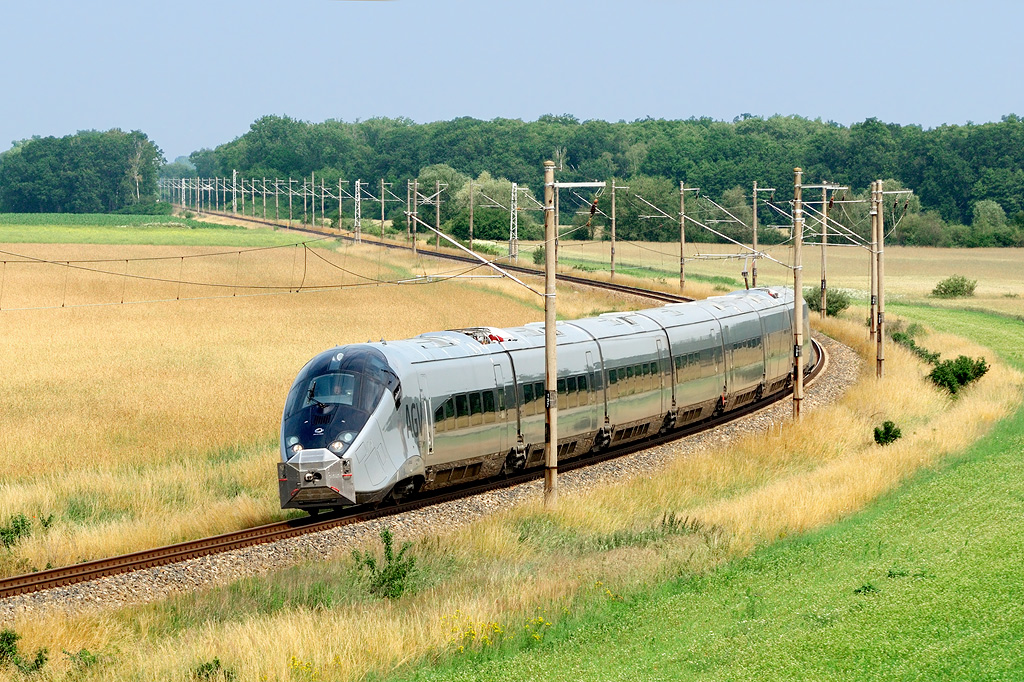
Der Eisenbahnversuchsring Velim wurde 1963 in Betrieb genommen

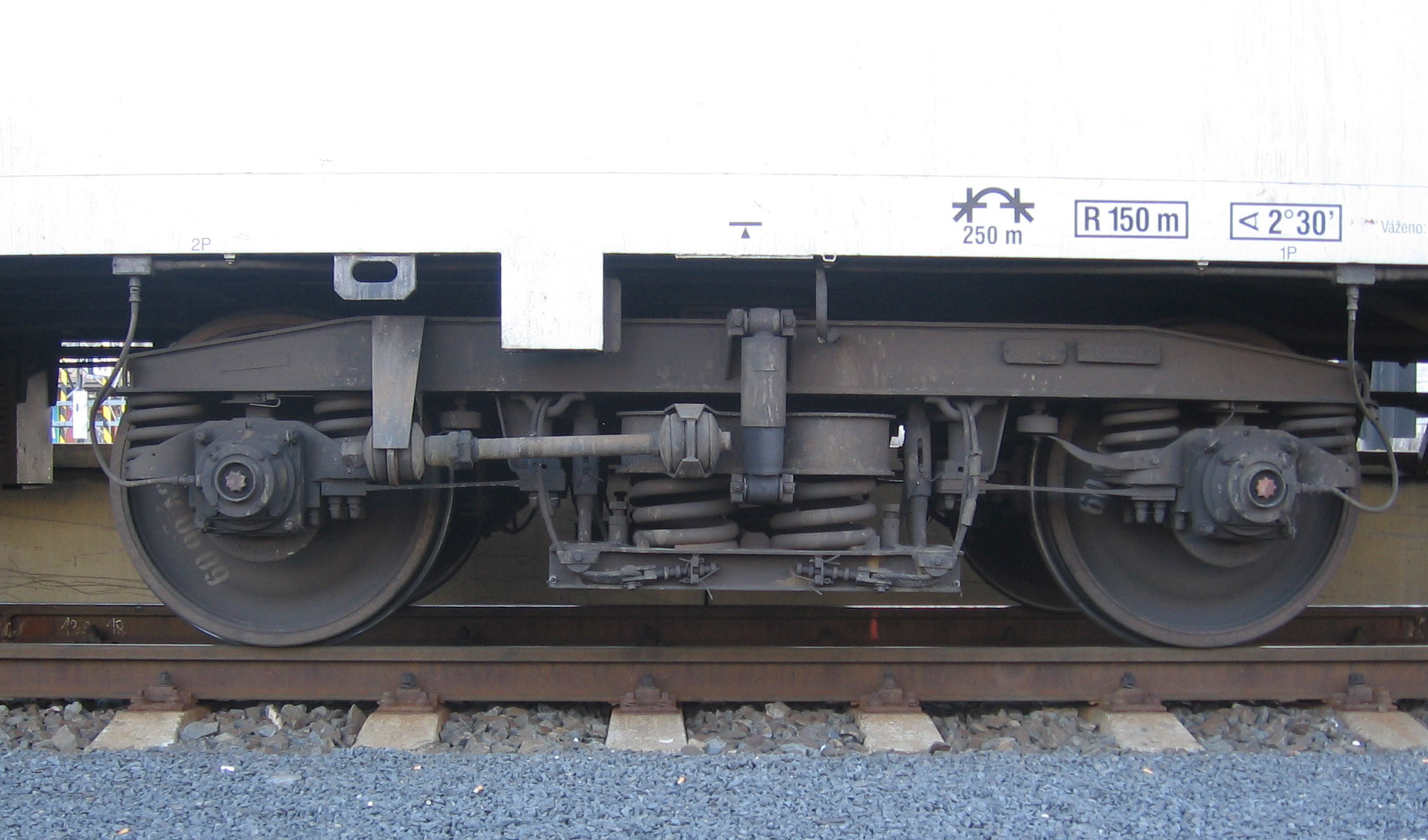
Das Drehgestell des Typs GP 200 war eine Gemeinschaftsentwicklung mit dem Schienenfahrzeugbau der DDR

Die Geschichte der heutigen VÚKV geht auf das Konstruktionsbüro der ehemaligen Waggonfabrik Ringhoffer zurück, die in Prag ab 1852 Eisenbahnfahrzeuge baute. Die Gründung eines eigenständigen Konstruktionsbüros datiert aus dem Jahr 1880. Nach der Fusion aller namhaften tschechoslowakischen Waggonfabriken zur Ringhoffer-Tatra AG im Jahr 1935 entstand ein zentrales Erfassungsbüro (EVIKA), in dem die Fahrzeugkonstruktionen für alle Werke zentral erfasst und bearbeitet wurden.
Nach der Verstaatlichung der Ringhoffer-Tatra AG im Jahr 1946 kam das EVIKA schließlich als Výzkumný ústav kolejových vozidel Praha zur Unternehmensvereinigung Československé vagónky Tatra n.p., die alle tschechoslowakischen Waggonfabriken umfasste. Im Jahr 1963 wurde der Versuchsring in Velim in Betrieb genommen, auf dem Eisenbahnfahrzeuge im realen Betrieb getestet werden können.
Seit 1965 gehörte das Unternehmen zur Unternehmensvereinigung Závody těžkého strojírenství n.p. (Betriebe des Schwermaschinenbaues) in Martin. Im Jahr 1970 wurde VÚKV in den Konzern Československé vagónky (Tschechoslowakische Waggonfabriken) eingegliedert. Im Jahr 1983 besaß VÚKV Niederlassungen in Cerhenice, Česká Lípa, Studénka, Poprad und Žilina.
Nach der Samtenen Revolution 1989 wurde VÚKV zu einer eigenständigen Aktiengesellschaft, die am 1. Mai 1992 mit Sitz in Prag gegründet wurde. Nach mehreren Eigentümerwechseln gehört VÚKV seit 1996 zu Škoda Transportation. Konstruktionsaufträge werden heute auch für ausländische Kunden erbracht. Aus einem Entwicklungsauftrag der damaligen ABB Henschel entstanden etwa die modernen Niederflur-Dieseltriebwagen Regio-Shuttle, die heute von Stadler Rail in Berlin gebaut werden.